# 2014年冬季残疾人奥林匹克运动会英国代表团
2014年冬季残疾人奥林匹克运动会英国代表团是英国派出的2014年冬季残疾人奥林匹克运动会代表团。获得1枚金牌、3枚银牌和2枚铜牌。